# Wohnbebauung Hedemannstraße
Die Wohnbebauung Hedemannstraße ist ein denkmalgeschützter Gebäudekomplex an der Hedemann-, Wilhelm-, Puttkamer- und Friedrichstraße im Berliner Ortsteil Kreuzberg. Die von Werner Düttmann entworfene Anlage wurde 1973 bis 1976 erbaut und ist ein bedeutendes Zeugnis des Paradigmenwechsels im Städtebau der Nachkriegszeit. Folgen frühere Anlagen oft völlig neuen Formen, griff Düttmann den historischen Stadtgrundriss und die Blockrandbebauung auf.

## Lage
Die aus mehreren im gleichen Baustil errichteten siebengeschossigen Bauten werden von den vier genannten Straßen begrenzt. Zum Kulturdenkmal zählen die Häuser Hedemannstraße 21, 21a, 22, 22a, 23, 24, Friedrichstraße 225 und 226, Puttkamerstraße 1–7 und Wilhelmstraße 20–24.

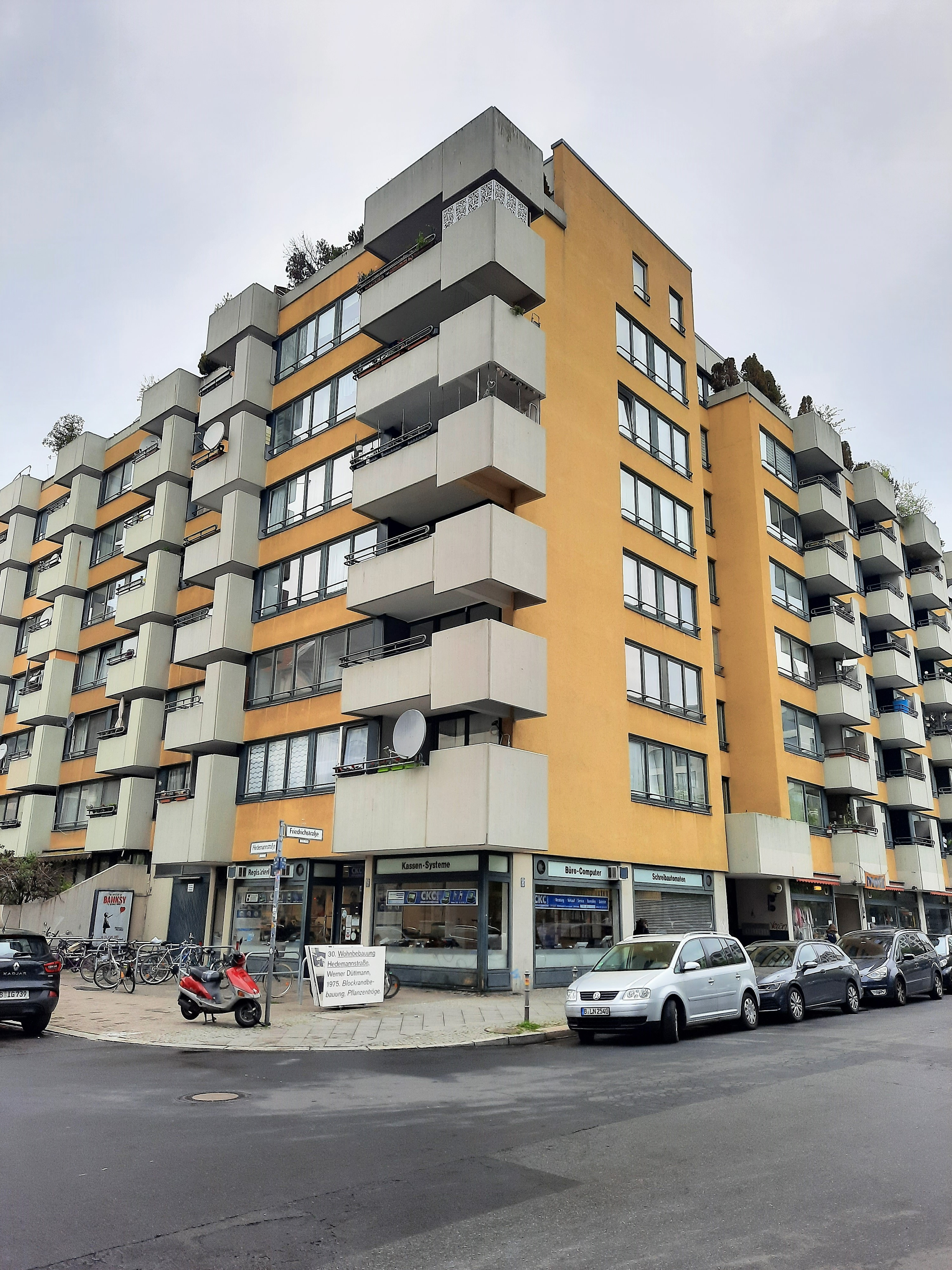
Hedemannstraße 1

Zum freien Innenhof gibt es mehrere Zugänge für Fußgänger. Auf dem Hof stehen ergänzende Nutzbauten wie Lüftungsschächte und Treppenhäuser zu den Tiefgaragen, die ebenfalls aus Beton nach Entwurf des Architekten geschaffen wurden und zum Denkmalsensemble gehören. An der Hedemann- Ecke Wilhelmstraße hat der Architekt offenbar Reste eines einstigen Fabrikgebäudes (weiß geflieste Fassade) in den Innenbereich des Wohnblocks integriert.

## Geschichte der Parzelle 23: Palais Fürstenberg
Das Stadtpalais in der Wilhelmstraße 23 ließ der Kaufmann und Bierhändler Fürstenberg zu Beginn des 19. Jahrhunderts für sich und seine Familie als Wohnhaus auf der Ostseite der Straße gegenüber der später hier angelegten Anhaltischen Straße errichten. Das Einfamilienhaus bekam den Namen seines Eigentümers und Erbauers: Palais Fürstenberg. Zuvor befand sich das Grundstück im Besitz der Gärtnerfamilie Krepatscheck, der auch die gegenüberliegende Fläche Wilhelmstraße 50 gehört hatte. 1801 auch als Gärtner Kropatscheck ausgewiesen. Die Querstraßen Hedemann- und Puttkamerstraße waren Ende des 18. Jahrhunderts noch nicht angelegt.
Familie Fürstenberg hat im Jahr 1812 einen Adressbuch-Eintrag in der Jüdenstraße 14. In verschiedenen Ortsteilen wurde das Fürstenberg-Bräu ausgeschenkt, unter anderem auch am Potsdamer Bahnhof in Berlin-Tiergarten.
Ab 1899 war das Palais Sitz der Gesellschaft für Erdkunde, die es erworben hatte. In den Jahren 1905–1930 wird als Eigentümer des Grundstücks Wilhelmstraße 23 weiterhin die Gesellschaft für Erdkunde angegeben.
Im Jahr 1930 befand sich im Haus eine Heilanstalt für spezielle mechanische Orthopädie, das Terramare Office (ein deutsch-amerikanisches Büro) sowie eine Verkaufsstelle der Deutschen Bindgarn-Spinner.
Noch im Jahr 1943 war die Erdkunde-Gesellschaft Eigentümerin und hier anwesend, weitere Nutzer oder Mieter im Haus waren der Universitätsprofessor Albrecht Haushofer, Vorsitzender der Erdkunde-Gesellschaft, der hier eine Dienstwohnung innehatte, der Brunnen-Verlag und weitere zwei Privatpersonen.
In den letzten Monaten des Zweiten Weltkriegs erlitten die Gebäude im Zentrum der Stadt infolge der Nähe zu den Regierungsbauten stärkste Zerstörungen, auch das Palais wurde stark beschädigt.

## Geschichte und Beschreibung

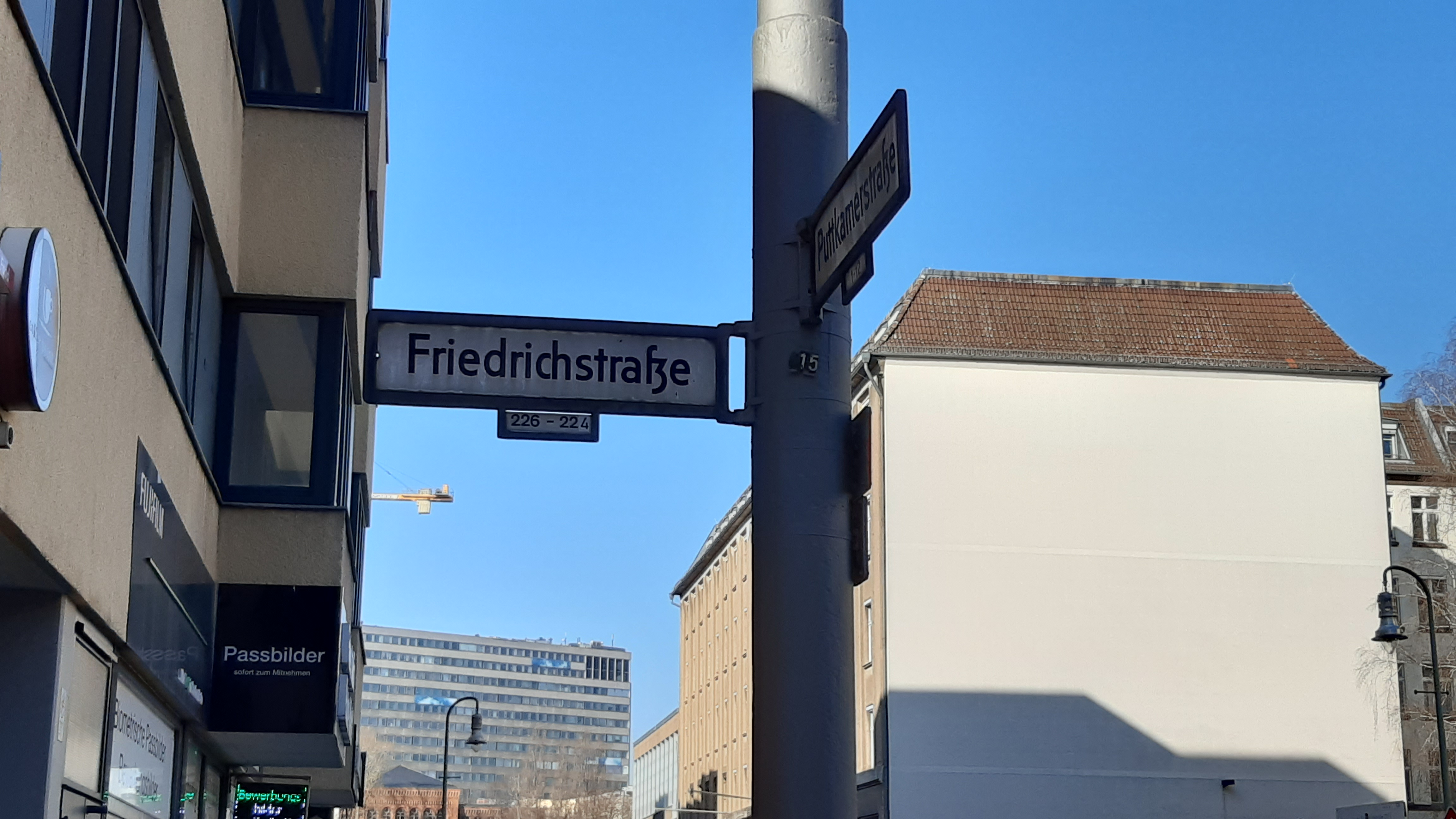
Zugehörige Wohnblöcke in der Friedrichstraße

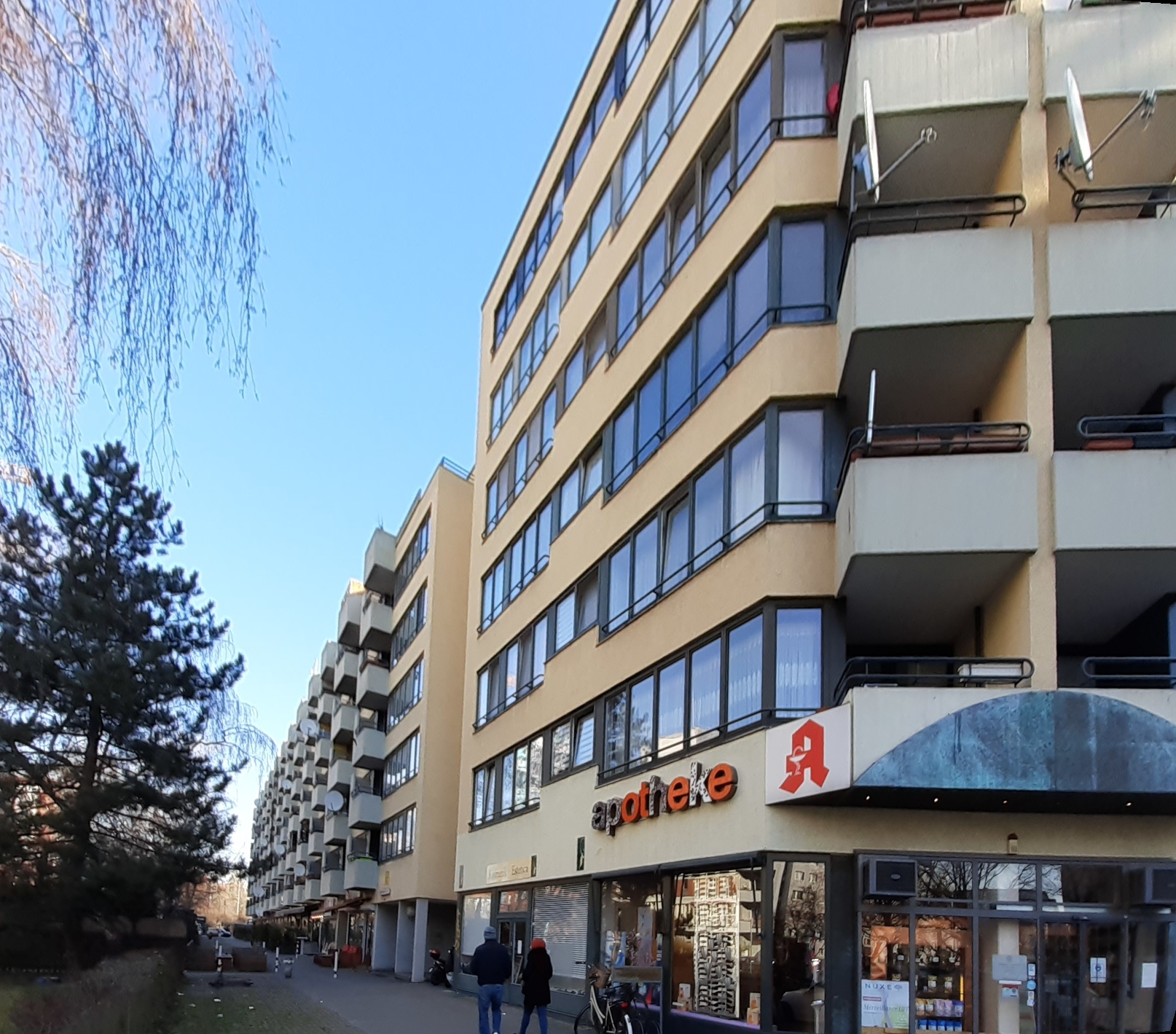
Hölderlin-Apotheke,
Wilhelmstraße 20

Die notdürftig hergerichtete Villa Fürstenberg wurde einige Jahre nach dem Krieg abgetragen. Auf der Fläche ließ der West-Berliner Senat in den Jahren 1973–1976 neue siebengeschossige Mehrfamilienwohnhäuser als Wohnblock um die Wilhelm-, Hedemann-, Friedrich- und Puttkamerstraße errichten, die im 21. Jahrhundert unter Denkmalschutz gestellt wurden. Als Bauherr fungierte der INIF (Internationaler Immobilienfonds GmbH & Co. KG) aus Köln.
Es handelt sich um Ortbetonbauten in Schottenbauweise, die verputzt und unterkellert wurden unter Verwendung von Beton-Fertigteilen an den Loggien. Sie bilden eine U-förmige aber in der Puttkamerstraße unterbrochene Blockrandbebauung und umfassen einen großen gärtnerisch angelegten Innenhof von etwas mehr als 8500 m², unter dem sich eine in zwei Abschnitte unterteilte Tiefgarage befindet. Der Putz aller Bauten variiert von gelb über braun bis beige.

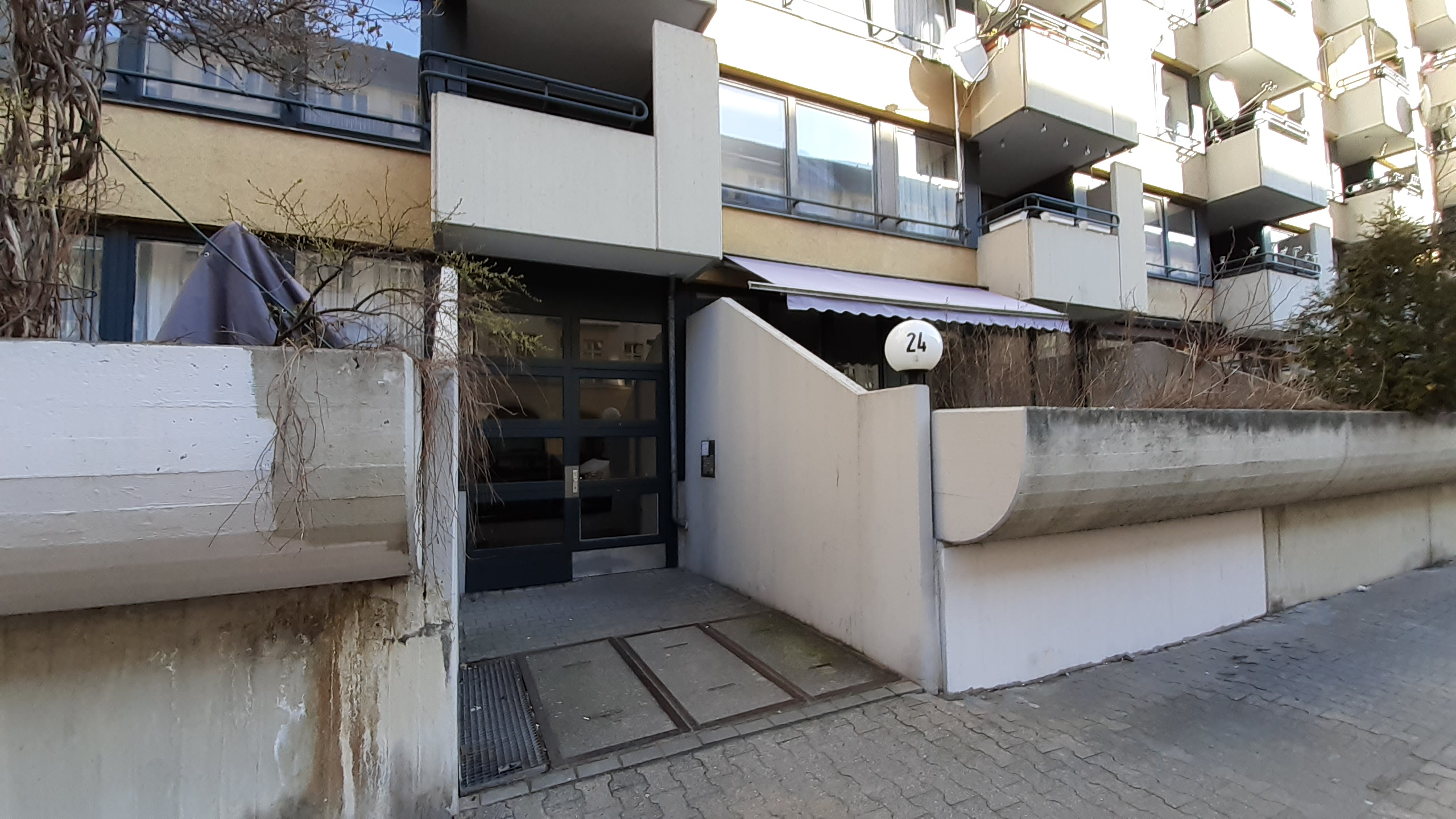
Erdgeschosse in der Hedemannstraße

Im Erdgeschossbereich Hedemann- Ecke Wilhelmstraße 20 befindet sich die im Jahr 1977 gegründete Hölderlin-Apotheke, in der Wilhelmstraße 22 haben sich u. a. das Steakhouse Asador, ein City-Casino und ein DHL-Paketshop etabliert. Weitere Imbissanbieter sowie ein Fotolabor und viele kleine Geschäfte nutzen weitere Ladenbereiche der Düttmann-Blöcke.

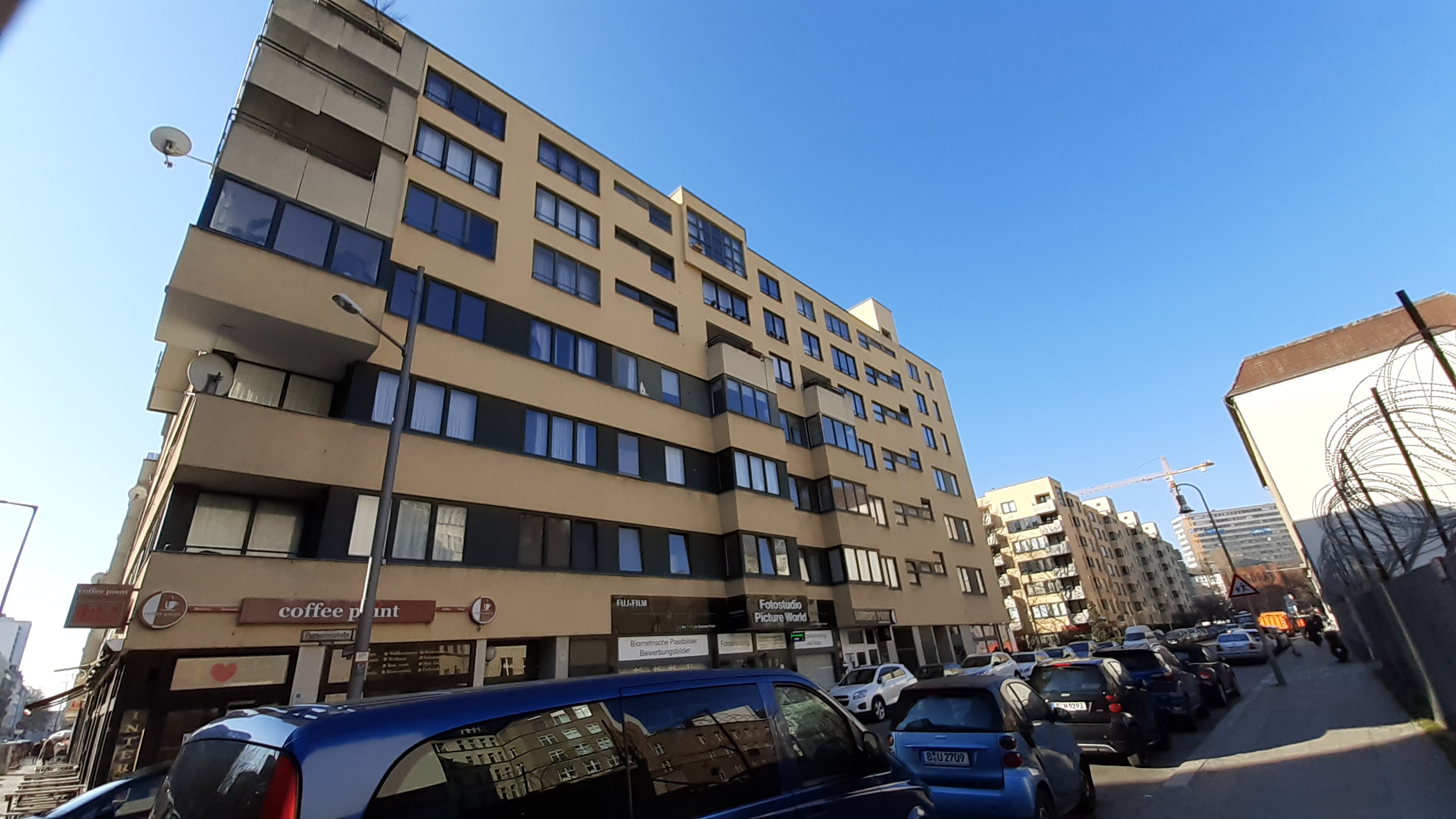
Fassaden entlang der Puttkamerstraße

Die gesamten Erdgeschossbereiche der Düttmannschen Wohnhäuser Hedemann- und Puttkamer Straße besitzen jeweils auf ihrer Südwestseite großzügige Vorterrassen, die an englische Villen oder an Beischläge erinnern.
Alle Wohnungen sind mit Balkons ausgestattet, deren Größe und Form relativ einheitlich gehalten ist. Sie bilden in der Bauflucht einen Rhythmus aus Vor- und Rücksprüngen und beleben durch die entstehenden Lichteffekte die Fassadenflächen. Einige wenige Balkons sind breiter und größer und auf der Schauseite der Bauten senkrecht übereinander gruppiert.
Laut der Senatsdarstellung handelt es sich durchweg um „gut durchdachte Wohnungsgrundrisse, die innerhalb der sehr engen formalen und finanziellen Vorgaben des sozialen Wohnungsbaus unerwartet großzügige und lebenswerte Raumqualitäten aufweisen“.

Die Dächer sind teilweise begrünt.

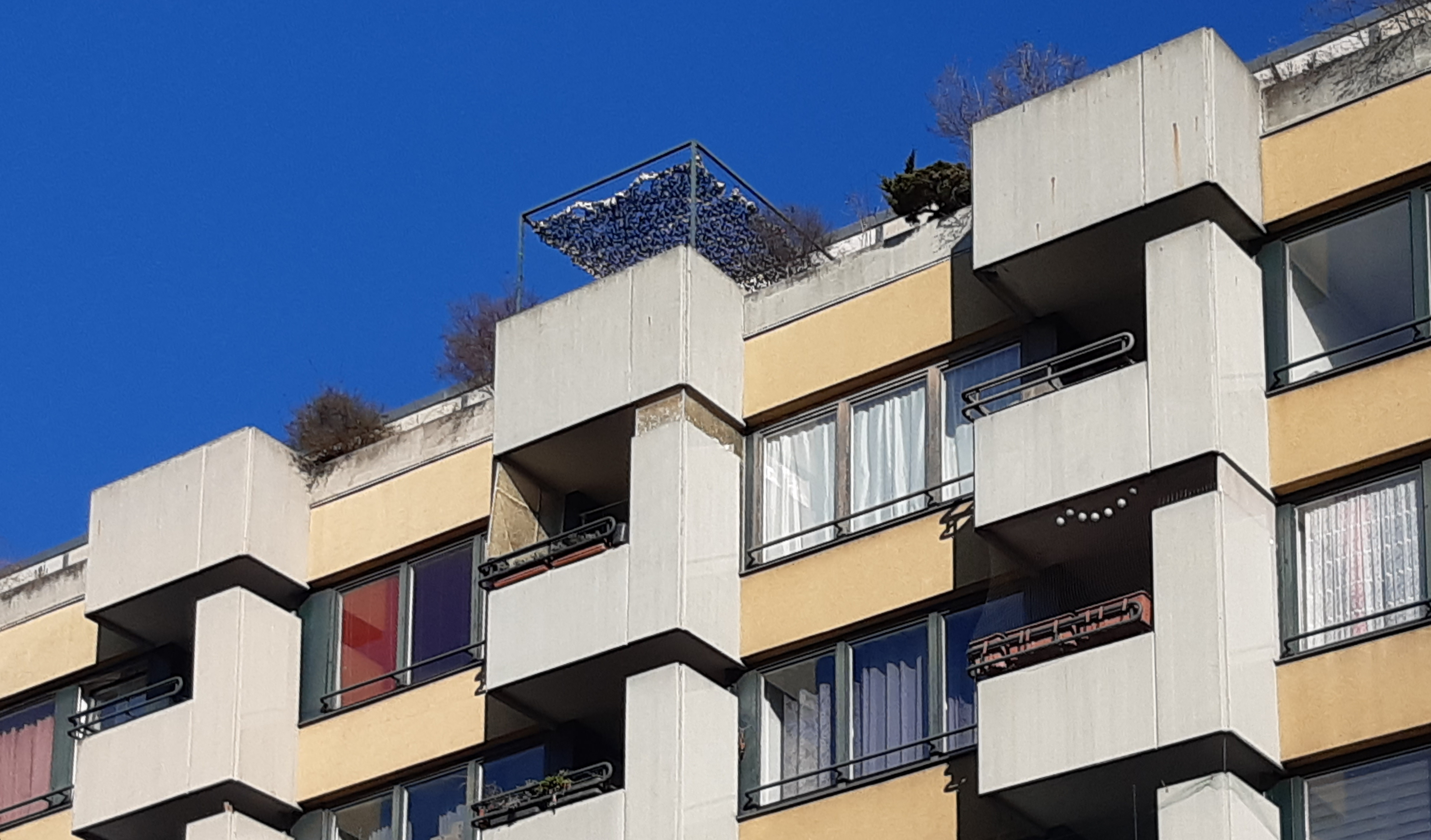
Dachbegrünung
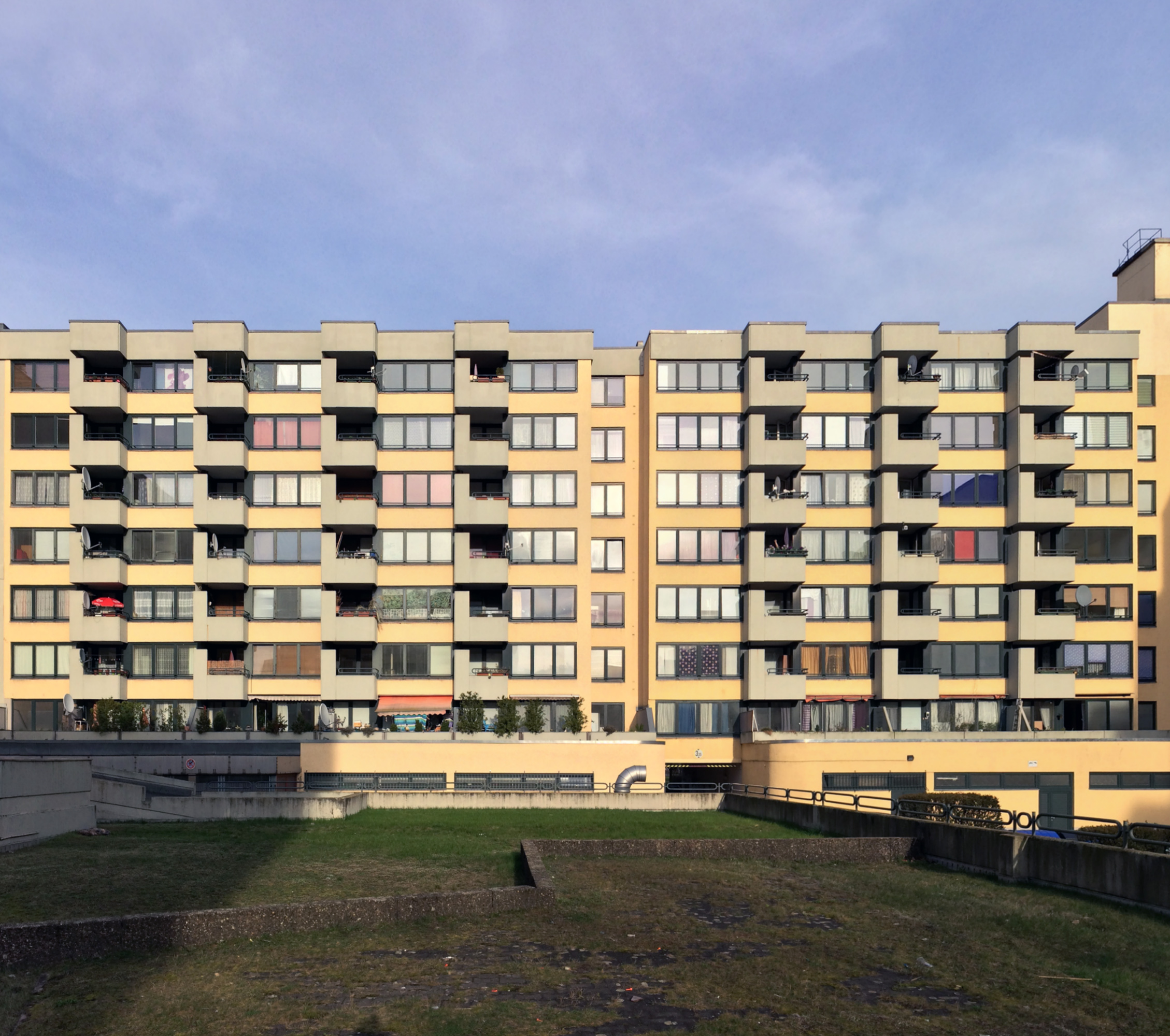
Innenhof Hedemannstraße
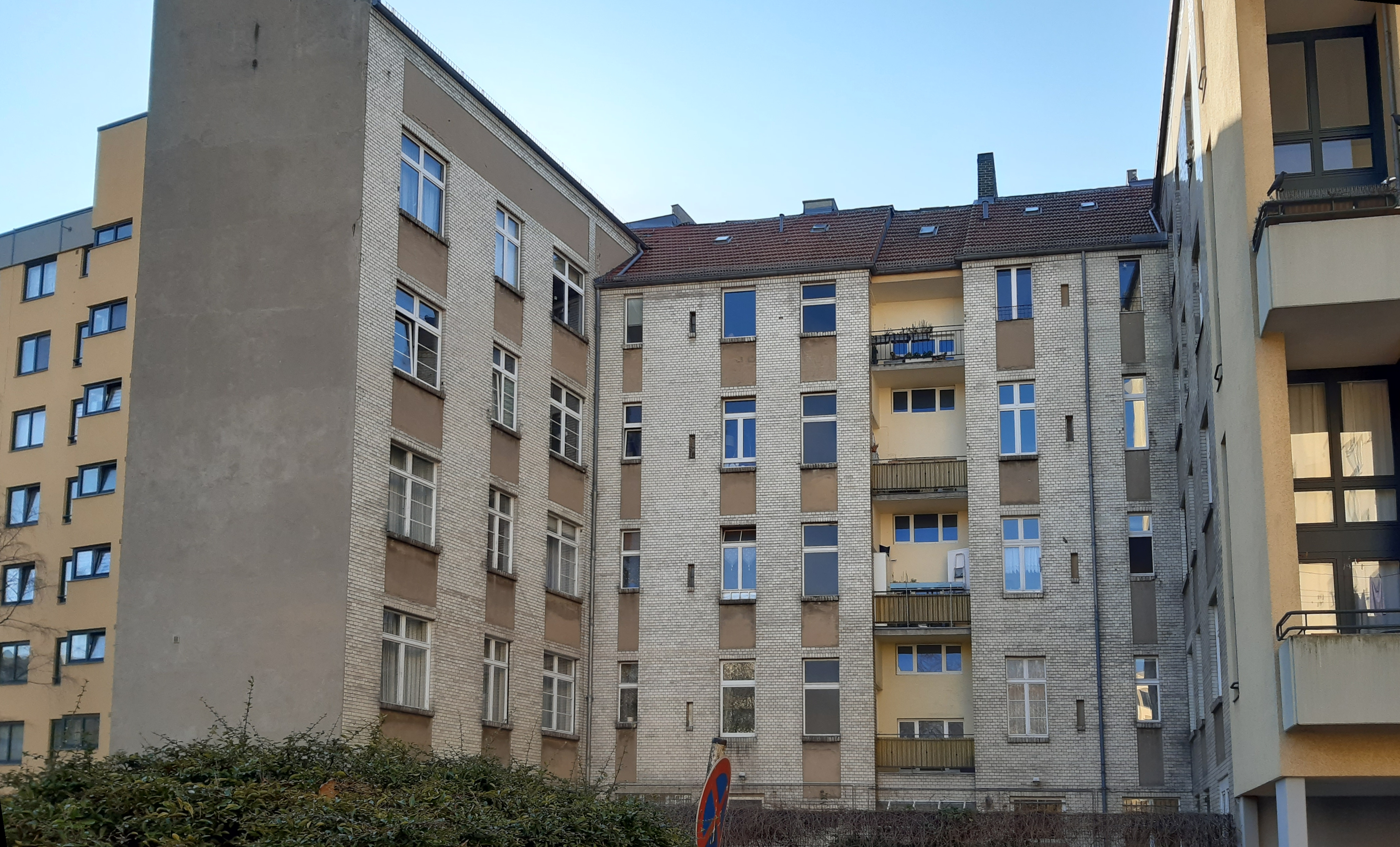
Eingebaute Baureste mit gefliester Fassade, Hofansicht
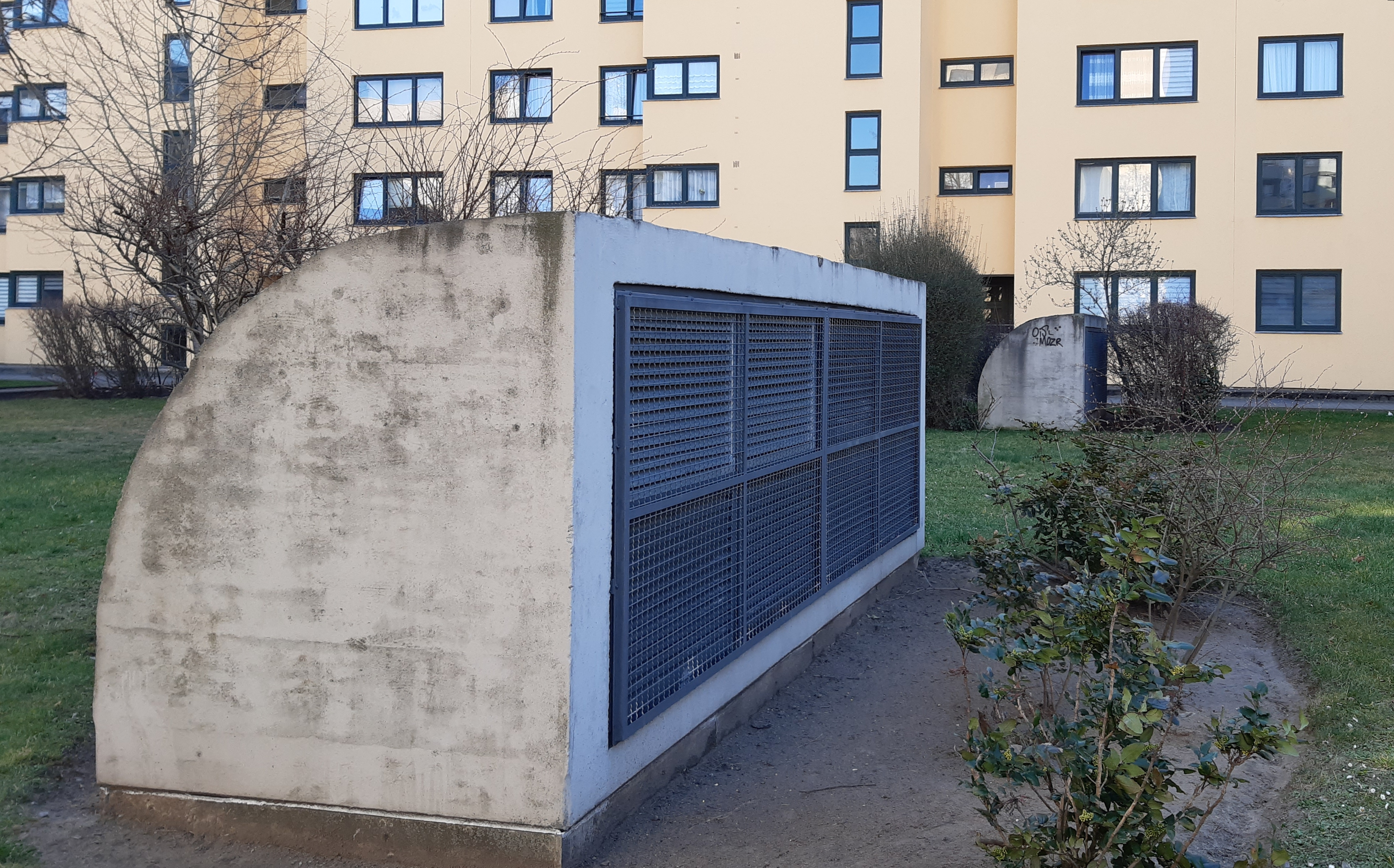
Entlüftungsschacht auf dem Hof
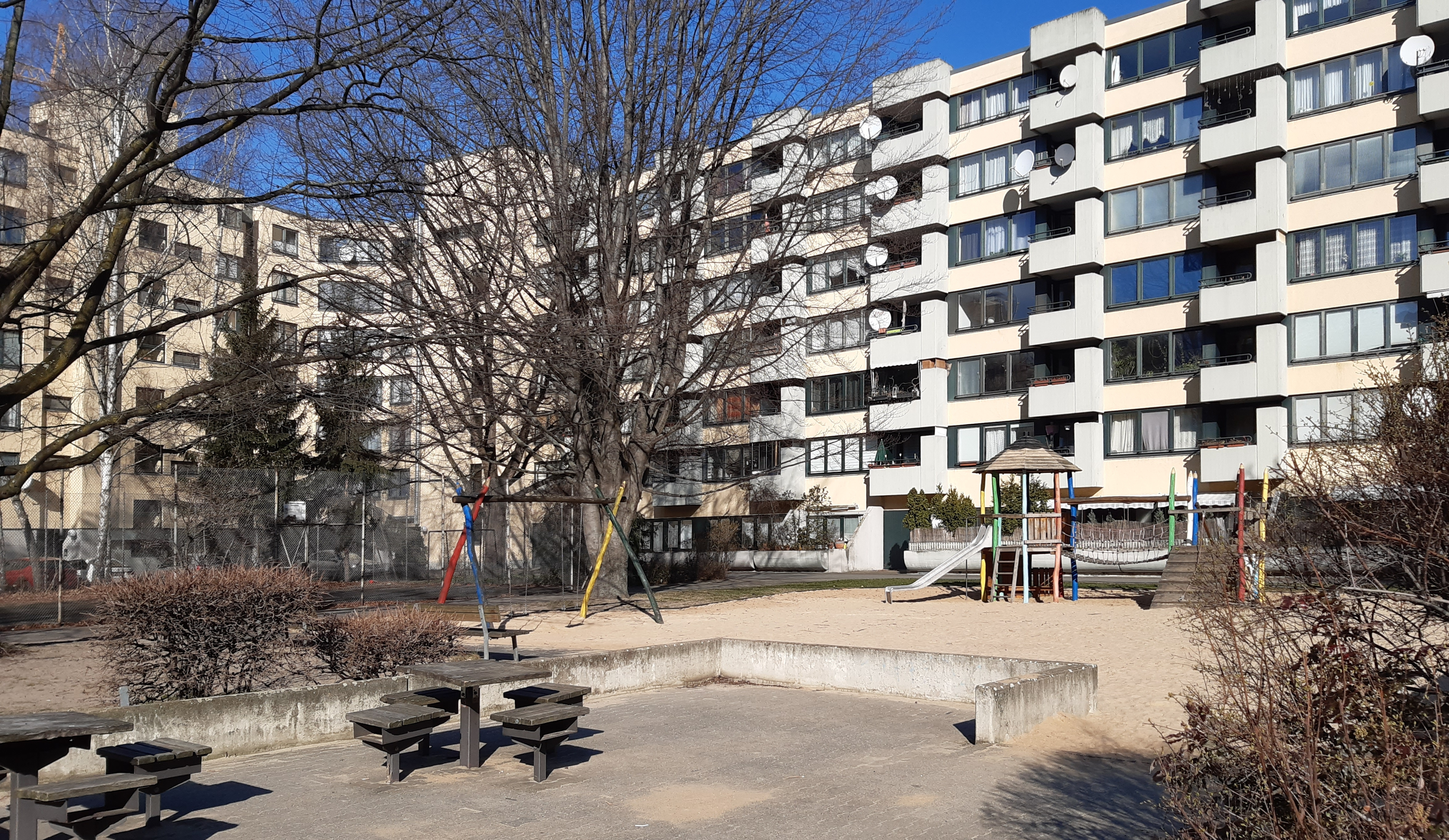
Spielplatz auf dem Hof
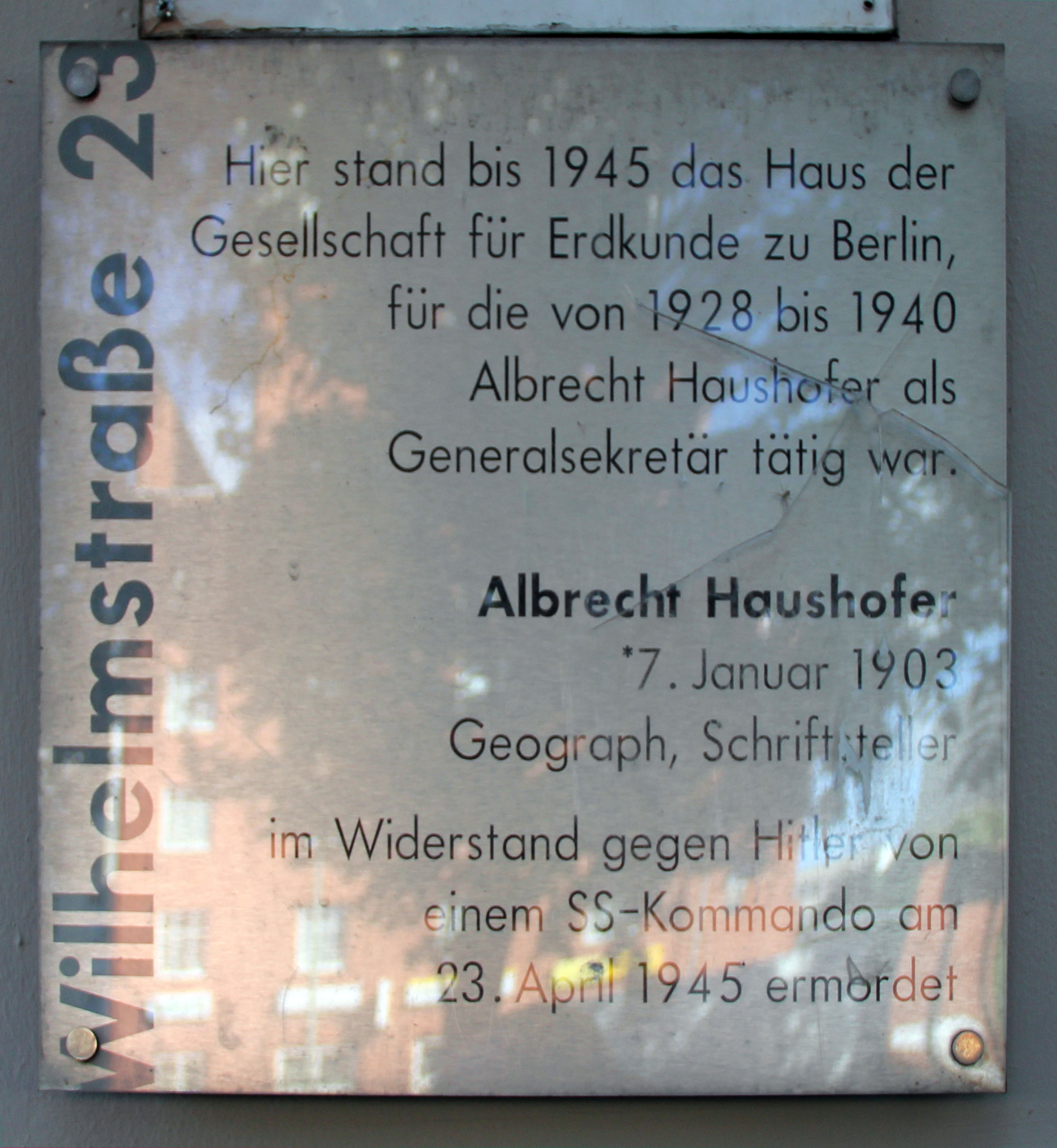
Gedenktafel vor dem Haus Wilhelmstraße 22 für Albrecht Haushofer und die Gesellschaft für Erdkunde

## In der Nachbarschaft
In der Wilhelmstraße 29 standen bis zu ihrer Zerstörung die Bethlehemkirche und das zugehörige Böhmische Prediger- und Schulhaus.

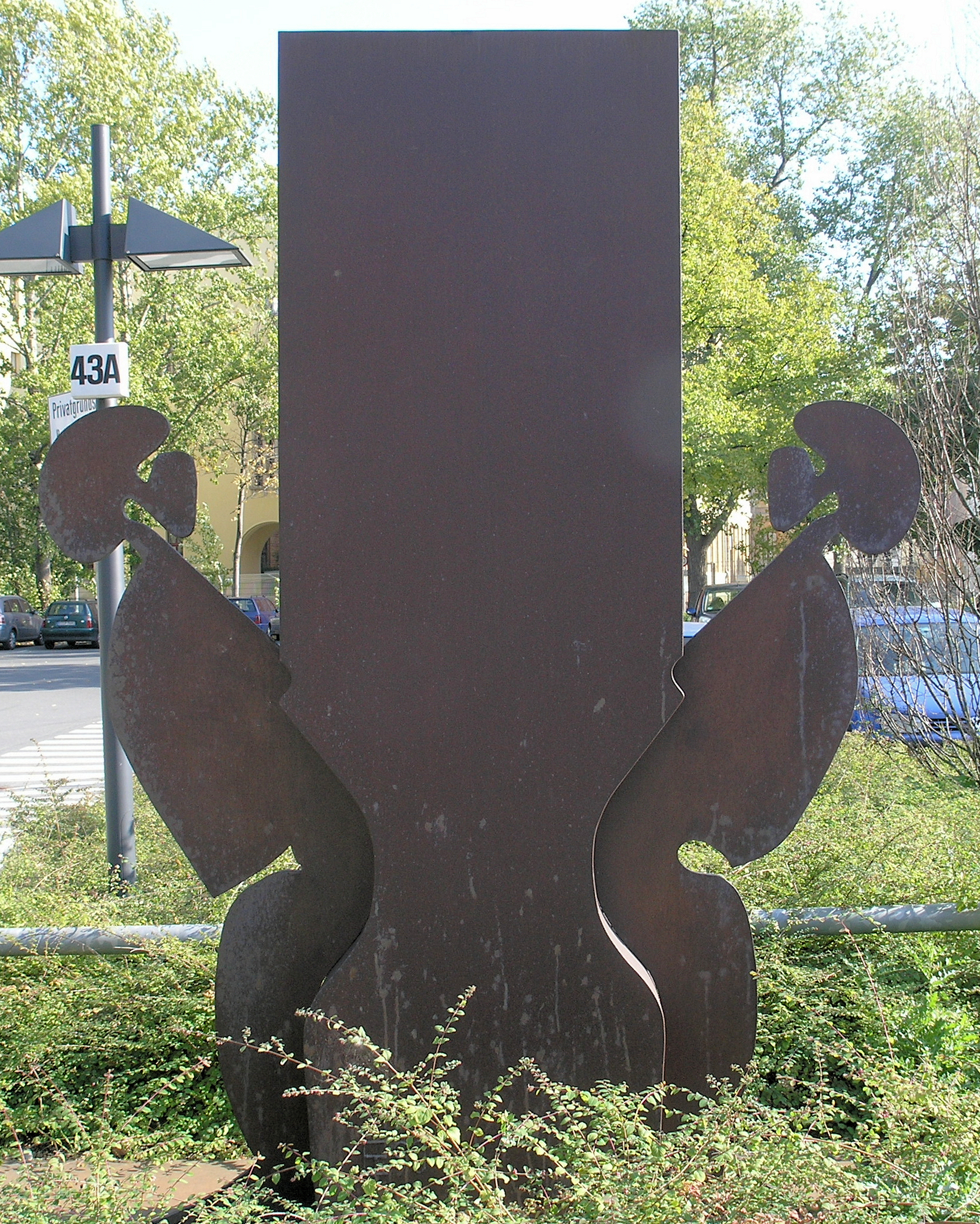
Mauerskulpturen, Wilhelmstraße 43a

Ein Stück weiter östlich von dem hier dargestellten Wohnblock verlief zwischen 1961 und 1989 die Berliner Mauer. In Erinnerung daran wurde 1992, nach dem Mauerfall, auf dem Grundstück Wilhelmstraße 43a eine Cortenstahl-Skulptur aufgestellt (siehe Bild).
Gegenüber der Häuserzeile in der Friedrichstraße liegt der Besselpark.
In der Hedemannstraße 13, gegenüber der hier oben beschriebenen denkmalgeschützten Häuserzeile, steht das Haus der Fuhrgewerbe-Innung, das zu Beginn des 20. Jahrhunderts erbaut worden ist und seitdem von der Innung genutzt wird.